# FBA 290
Franco-British Aviation Model 290 là một loại tàu bay lưỡng cư 4 chỗ của Pháp, do hãng Franco-British Aviation (FBA) chế tạo thay thế cho loại Model 17 thuộc biên chế của Hải quân Pháp.

## Biến thể
Model 290
Model 291
Model 293
Model 294

## Quốc gia sử dụng
Pháp
- Hải quân Pháp

## Tính năng kỹ chiến thuật (Model 293)
Dữ liệu lấy từ The Illustrated Encyclopedia of Aircraft (Part Work 1982-1985), 1985, Orbis Publishing, Page 1633
Đặc điểm tổng quát
- Kíp lái: 1
- Sức chứa: 3 hành khách
- Chiều dài: 31 ft 0¾ in (9.47 m)
- Sải cánh: 42 ft 11¾ in (13.10 m)
- Chiều cao: 13 ft 3 in (4.04 m)
- Diện tích cánh: 432.19 ft2 (40.15 m2)
- Trọng lượng rỗng: 2866 lb (1300 kg)
- Trọng lượng có tải: 4360 lb (2100 kg)
- Động cơ: 1 × Lorraine 9Na Algol, 300 hp (224 kW)

Hiệu suất bay
- Vận tốc cực đại: 109 mph (176 km/h)
- Tầm bay: 326 dặm (525 km)
- Trần bay: 13.120 ft (4000 m)